# Stugeta caerulea
Stugeta caerulea är en fjärilsart som beskrevs av Henry Stempffer 1947. Stugeta caerulea ingår i släktet Stugeta och familjen juvelvingar. Inga underarter finns listade i Catalogue of Life.